# نووا دیدینا (ناحیه کرومیریژ)
نووا دیدینا (ناحیه کرومیریژ) (به چکی: Nová Dědina) یک منطقهٔ مسکونی در جمهوری چک است که در ناحیه کرومیریژ واقع شده‌است. نووا دیدینا ۷٫۵۷ کیلومتر مربع مساحت و ۴۱۷ نفر جمعیت دارد و ۳۳۸ متر بالاتر از سطح دریا واقع شده‌است.